# Georges Burou
Georges Burou (6 de septiembre de 1910 - 17 de diciembre de 1987) fue un ginecólogo francés que dirigió una clínica  en Casablanca (Marruecos), y se le atribuye ampliamente la innovación en la cirugía moderna de reasignación de sexo para mujeres trans.
Las pacientes notables incluyen a Coccinelle, April Ashley y Jan Morris. 
Los cirujanos, incluido Stanley Biber, han atribuido a los métodos de Burou la base de sus técnicas.

## Biografía
Burou nació el 6 de septiembre de 1910 en Tarbes, en los Altos Pirineos, Francia, mientras sus padres visitaban a la familia Burou en el cercano pueblo de Juillan. Sus padres trabajaron como maestros de escuela en Argel, donde Burou pasó su juventud. 
Burou realizó sus estudios médicos en la Universidad de Medicina de Argel. Se especializó en ginecología y obstetricia en la Maternidad del Hospital Mustapha de Argel y se convirtió en “Chef de Clinique” en el Hospital Parnet en el suburbio de Hussein Dey en Argel. Durante su formación, Burou se interesó especialmente por la anatomía y, según se dice, sus colegas posteriores quedaron muy impresionados por su conocimiento detallado de la anatomía del perineo y la pelvis. 
Desde principios de 1943 en adelante, Burou sirvió por primera vez como segundo teniente en el Cuerpo Expedicionario Francés y finalmente abandonó el norte de África como cirujano militar de la 2.ª División de Montaña de Marruecos para unirse activamente a la batalla en la isla francesa de Córcega y el río italiano Garigliano y la montaña de Cassino. Junto con tropas de Nueva Zelanda e India, su división atravesó la Línea Gustav alemana en Cassino el 13 de mayo de 1944, el punto de inflexión en la liberación de Italia, y perdió 1120 hombres en el proceso. Después de la liberación de Roma, Venecia y Siena, Burou desembarcó en Cassis para las campañas aliadas en Provenza, los Alpes, los Vosgos y Alsacia. Durante la posterior liberación de Estrasburgo en 1945, uno de sus mejores amigos murió en combate. Poco después, estando en el sur de Alemania, su servicio terminó cuando regresó a Argel para enterrar a su padre. 

## Clinique du Parc
Los primeros informes sobre cirugía de reasignación de sexo se publicaron en Alemania en la década de 1920, pero no fue hasta aproximadamente tres décadas después que la práctica se hizo más conocida; las primeras cirugías se realizaron principalmente en Europa y Casablanca.  Burou dirigió su clínica de reasignación de sexo, llamada "Clinique du Parc", en Casablanca y en 1973 informó de su experiencia con más de 3.000 casos individuales.

### Vaginoplastia de inversión del pene
Entre 1956 y 1958, Burou desarrolló de forma independiente la vaginoplastia de inversión con colgajo de piel del pene pediculado en su clínica.  La técnica se convirtió en el “estándar de oro” de la vaginoplastia revestida de piel en mujeres trans. Burou realizó más de 800 vaginoplastias confirmadas en 1974.  Ese año publicó por primera vez su técnica y la presentó en el Segundo Simposio Interdisciplinario sobre el síndrome de Disforia de Género. Se dice que trabajaba en la clínica los siete días de la semana y, con frecuencia, hasta quince horas al día. 
Además de la reasignación de sexo, también realizó prácticas de obstetricia y ginecología más comunes desde la clínica.  Las citas para pacientes ambulatorios se llevaban a cabo principalmente en pequeñas oficinas en la parte de la clínica de la Avenue d'Amade, y el edificio Rue Lapébie albergaba las salas de operaciones, una sala quirúrgica, una guardería con 15 cunas y salas de partos y pacientes.  La esposa de Burou, Jeanne (“Nanou”) Boisvert, nombró las habitaciones de la clínica con diferentes flores, cada una pintada a mano en pequeños marcos de las puertas.  En contraste con estos toques cálidos, “un aire de firme propósito impregnaba el cuarto piso, ya que allí se encontraban las dependencias operativas”. 
Inicialmente, se desaconsejaba el contacto con el mundo exterior a quienes se operaban durante los primeros días de su recuperación de la cirugía de reasignación de sexo.   Cuando las pacientes pudieron moverse después de la operación y, más tarde, cuando acudieron al consultorio de Burou para que les cambiaran las vendas, la clínica se convirtió en un lugar donde las pacientes a menudo tenían la oportunidad de conocer a otras mujeres trans de varios países.   La escritora británica Jan Morris recuerda: «No sé cuántas éramos, pero éramos de diversas variedades. Éramos griegas, francesas, estadounidenses, británicas». 

## Métodos

### Selección y trato a las pacientes
Burou informó que todas sus pacientes de vaginoplastia estaban preparadas y habían recibido atención psiquiátrica y terapia hormonal.  Sin embargo, Jan Morris escribió que Burou no se preocupaba demasiado por el diagnóstico o el tratamiento previo.   Burou confirmó más tarde que no hacía demasiadas preguntas a sus pacientes, sino que buscaba cumplir sus deseos, y que restringía sus servicios a mujeres trans con una apariencia o carácter “femenino” distintivo.  Rechazó sus servicios a menores de edad incluso si tenían el consentimiento de sus padres, porque consideró que «la operación es definitiva e irreversible y uno... No podía arriesgarme a cometer un error».  Sus pacientes internacionales a menudo eran admitidas la tarde que llegaban a la clínica y eran preparadas para la cirugía esa misma noche o la mañana siguiente. 
Morris, que era una de las pacientes trans más destacadas de Burou, recordó en sus memorias Conundrum que hacía sus rondas dos veces al día "vestido para la cornisa y con un aspecto en general bastante devastador".  Morris recordó que se sentaba a los pies de su cama «y charlaba desganadamente sobre esto y aquello, escribía algunas palabras muy lentas en [su] máquina de escribir, leía un titular del Times con un delicioso acento de Maurice Chevalier y eventualmente, eche una mirada infinitamente gentil a su obra». 
Burou tenía poco interés en las finanzas y no le gustaba discutir temas financieros con sus pacientes; Morris lo cita: «¿Conoces mis honorarios? Ah bueno, quizás lo comentes con mi recepcionista; ¡Bien, au revoir, hasta esta noche!».

### Procedimiento de vaginoplastia de Burou
Todo el procedimiento quirúrgico se realizaba en una sola operación que constaba de dos partes sucesivas (que sigue siendo la metodología que prevalece): (1) la creación de un espacio entre el recto y la próstata, y (2) el revestimiento de este espacio con piel del pene después de que este último hubiese sido separado de su contenido. Burou fue reconocido por sus «resultados cosméticamente excelentes». 
Según Burou, la operación comenzaba con una incisión desde la zona anal a través del rafe escrotal. Después de la disección del bulbo uretral y de ambos cuerpos cavernosos, se separaba el recto y la próstata cortando todos los ligamentos entre el bulbo y el recto. Burou se propuso bloquear, pero no dañar, la cara posterior de la próstata para que el colgajo de piel del pene después de la invaginación se superpusiera inmediatamente a esta cara, lo que en su opinión optimizaba la posibilidad de un orgasmo postoperatorio. La separación se extendía digitalmente y se consideraba completa tan pronto como se pudieran penetran fácilmente dos dedos o un retractor vaginal. Burou consideró que esta primera parte de la operación era la más importante, pero también la más arriesgada, y destacó la importancia de repetir la inspección intrarrectal para determinar que no había lesión en la pared rectal. 
Consideró que la segunda parte de la operación era relativamente fácil. La incisión inicial se extendía a lo largo del rafe escrotal hasta la raíz del pene. El campo quirúrgico se ampliaba retrayendo la piel del escroto en ambos lados y exponiendo ampliamente el cuerpo esponjoso, ambos cuerpos cavernosos y los dos testículos. Una vez disecados los testículos y sus pedículos, se cortaba y ligaba el cordón espermático. Luego, se ligaban ambos cuerpos cavernosos y se cortaban a un nivel justo distal a su unión a la rama inferior del hueso púbico.  El nivel de sección del bulbo esponjoso y la uretra debía corresponder con la longitud de la futura uretra. Posteriormente, todos los cuerpos eréctiles eran extraídos y disecados de la piel del pene.  Cuando estaba disponible, se mantenía el prepucio y se cerraba el borde coronal distal de la piel del pene; de esto se obtenía el tubo de piel que se insertaba como revestimiento neovaginal. 
En la piel del abdomen inferior, se hacía una ligera hendidura en la piel para permitir el paso de la futura uretra tras la inversión del revestimiento neovaginal. Se insertaba un catéter de Foley y se suturaba la uretra al catéter, aproximadamente 5 cm distalmente desde su paso a través de la piel. No se utilizaba sutura cutánea en el meato uretral, y siempre se preveía algún tipo de contracción de la cicatriz. Se pasaban dos suturas bilateralmente a través de la piel perianal y los músculos elevadores del ano que servían para sostener firmemente un stent obstétrico, colocado en la neovagina para brindar soporte al colgajo de piel invertido. Se dejaba un drenaje en la comisura posterior y, finalmente, se resecaba el exceso de piel escrotal para obtener una buena apariencia de los labios mayores. 
La primera vaginoplastia de Burou, en 1956, le llevó tres horas en completarla; sin embargo, en el apogeo de su trabajo de reasignación de sexo en 1974, realizando hasta seis vaginoplastias al mes, podía completar el procedimiento en una hora. Los brazos de la paciente en el posoperatorio permanecían atados a la cama durante la primera noche después del procedimiento. El drenaje se retiraba a las 48 horas de la cirugía, el catéter a los cuatro días y el stent a los ocho. La nueva vagina se dilataba mediante la inserción frecuente o diaria de dedos o retractores, y la nueva uretra se mantenía abierta mediante la introducción diaria del catéter, asegurando contra la estenosis neomeatal. La mayoría de las pacientes pasaron dos semanas en la clínica.  

### Costo
En 1975, una paciente se dirigió a Burou solicitando sus servicios y recibió una pronta respuesta que detallaba el coste de la cirugía de reasignación de sexo en 5.000 dólares estadounidenses “pagaderos en efectivo a la llegada, si es posible en cheques de viajero”. El precio incluía “12 - 15 días de hospitalización en la clínica, atención médica y honorarios incluidos, así como el pago del médico”. Este precio se considera modesto para la época según informes que indicaban que el costo promedio de la cirugía de reasignación de sexo estaba en aumento. Se dice que Burou estuvo dispuesto a hacer “enormes” concesiones financieras sobre sus honorarios siempre que un caso “mereciera la operación”. 

## Vida personal
Burou ha sido descrito como un "caballero cortés" y un "hombre carismático", así como "dotado de una inteligencia y destreza extraordinarias".  Tenía ojos azul grisáceo, piel bronceada, rasgos bastante intensos y siempre vestía de manera informal pero impecable. 
Se sabía que tenía un gran amor por el mar y una gran propensión a la recreación acuática durante toda su vida.  Deportista apasionado, Burou amaba todos los deportes náuticos, además del golf, era un “feroz” windsurfista y fue uno de los primeros en cruzar el Estrecho de Gibraltar en esquís acuáticos.  Deseaba convertirse en oficial de la marina comercial antes de dedicarse a la medicina y, por lo tanto, al principio se mostró reacio a continuar su formación médica. 
Burou hablaba poco inglés, salvo cierto vocabulario ginecológico y de golf. 
Burou se mudó a Casablanca gracias a su prometida, Jeanne (“Nanou”) Boisvert, cuyos padres tenían una granja allí.  Fue con su ayuda que comenzó a ejercer la ginecología y la obstetricia de forma independiente en Marruecos, desde sus habitaciones privadas en el tercer piso de un edificio colonial clásico en el número 103 de Boulevard de la Gare (más tarde llamado Boulevard Mohammed V después de la independencia de Marruecos ). 
En la mañana del domingo 8 de noviembre de 1942, mientras atendía a los marineros franceses en el patio de la escuela de la École de la Fonçiere en la Rue de l'Horloge (posteriormente llamada Rue N'Chakra Rahal) después de la llegada de la Infantería de Marina de los Estados Unidos a Casablanca, Burou fue casi asesinado por un trozo de concha de 10 kg.  Estaba protegido únicamente por la rama de un árbol y, a partir de entonces, guardó el trozo de concha en su oficina, al parecer como recuerdo mori. 
En 1950, Burou y su familia se mudaron al 71 de la Avenue d'Amade, situado frente al parque principal de Casablanca, ahora llamado Parc de la Ligue-Arabe.  Burou y su esposa construyeron la Clinique du Parc en la Rue Lapébie, la calle secundaria paralela a la prestigiosa avenida.   Burou quería que el edificio estuviera adjunto a su oficina y a sus habitaciones privadas para “no distanciarse de sus pacientes” y para poder estar disponible de inmediato en caso de que una paciente ingresara a altas horas de la noche.  Además, esto permitía a sus pacientes elegir entre entrar a la clínica por la elegante entrada principal de Avenue d'Amade o por la entrada más discreta de Rue Lapébie. 

## Fallecimiento
Burou continuó trabajando en la Clinique du Parc hasta su muerte en 1987. El domingo 17 de diciembre, su barco se quedó sin combustible en las afueras del puerto de Mohammedia y posteriormente se ahogó. Su cuerpo permaneció sin ser descubierto durante cinco días. 

## Legado
Debido a la naturaleza controvertida del procedimiento, Burou mantuvo un perfil bajo para continuar con su práctica médica.  Su trabajo en la Clinique du Parc, que ha sido descrito por los cirujanos plásticos actuales como “pionero”, “innovador” y “genial”, convirtió a Burou en una figura notable en la historia registrada de la cirugía plástica.  La discreción de la clínica de Burou lo hizo relativamente desconocido para sus contemporáneos médicos, a pesar de que era muy conocido entre muchas mujeres trans de todo el mundo.  Su nivel de renombre era tal que "ir a Casablanca" se convirtió en un coloquialismo popular para la cirugía de reasignación de género en esta época. Burou fue un recurso notable para muchas mujeres trans durante gran parte de la segunda mitad del siglo XX. 